# Stefano Butti
Stefano Butti (Viggiù, 3 aprile 1807 – Viggiù, 4 aprile 1880) è stato uno scultore e pittore italiano.

## Biografia
Partecipa all'Esposizione di belle arti di Milano del 1833 con modello di una statua in gesso, rappresentante la Maddalena penitente, grande due terzi circa del vero, opera giovanile eda quella del 1835dove presenta un ritratto dell'Imperatore Ferdinando I da lui eseguito.

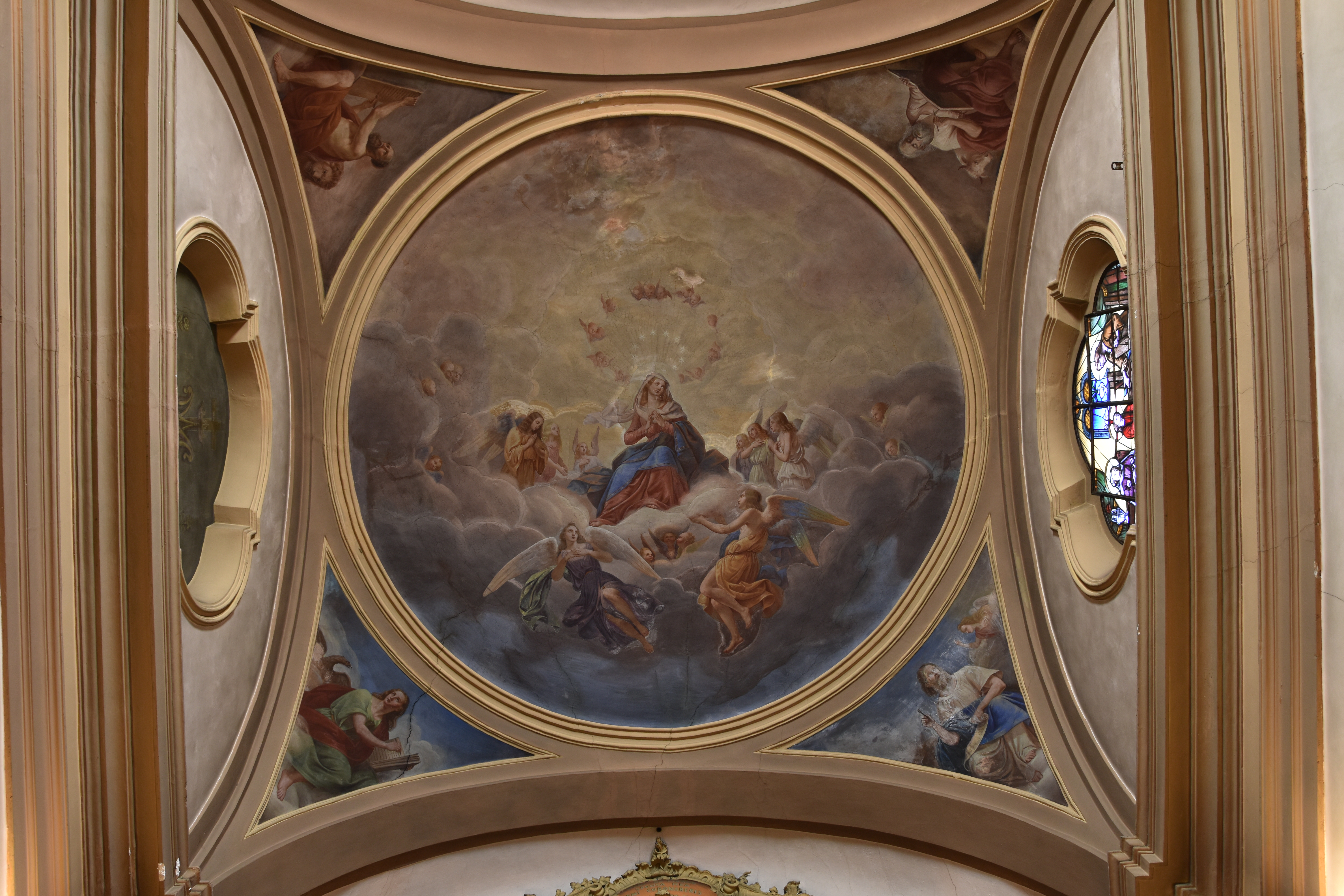
La volta della chiesa della Madonna della Croce, affrescata dal Butti

Poco dopo realizza le sculture delle prime due cappelle della Via delle Cappelle di Somasca, presso il Santuario di San Girolamo Emiliani a Somasca di Vercurago (LC), ed intorno al 1840 partecipa alla decorazione a stucco e con sculture lignee della sala dell'Odeon dell'Accademia Filarmonica torinese di Piazza San Carlo.
La sua attività torinese si esplica nel bassorilievo nel timpano sulla facciata della chiesa di San Carlo, del 1834 che rappresenta Emanuele Filiberto comunicato dal Borromeo, .
Al 1858 risale il monumento al Maresciallo Guglielmo Pepe, di Piazza Maria Teresa. Realizza inoltre le quattro statue di apostoli per la decorazione della parte centrale della facciata del Duomo di S. Eusebio a Vercelli